# Dystrykt Assin South
Assin South – jeden z dwudziestu dwóch okręgów w Regionie Centralnym, w Ghanie. Według spisu w 2021 roku liczy 106 tys. mieszkańców. Jego stolicą jest Nsuaem-Kyekyewere. Jest największym dystryktem Regionu Centralnego pod względem powierzchni i mając 95,5 os./km² jest najsłabiej zaludnionym.

## Gospodarka
Działalność gospodarcza dystryktu gdzie zatrudniona jest większość mieszkańców, to głównie rolnictwo, leśnictwo i mały przemysł chałupniczy do przetwarzania palmy olejowej, ziaren palmowych i manioku. Niektóre z głównych uprawianych roślin to kukurydza, rośliny strączkowe, babka lancetowata, maniok i warzywa. Istnieją również uprawy dochodowe, takie jak kakao, palma olejowa i cytrusy.
Według spisu w 2010 roku, 9,2% zajmowało się mechaniką samochodową i 8,1% pracowało w kopalniach. 

## Religia
Według spisu w 2010 roku 14,3% populacji była katolikami.